# Бондзин
Бондзин (пол. Bądzyn) — село в Польщі, у гміні Любовідз Журомінського повіту Мазовецького воєводства.
Населення — 357 осіб (2011).
У 1975—1998 роках село належало до Цехановського воєводства.

## Демографія
Демографічна структура станом на 31 березня 2011 року:
|          | Загалом | Допрацездатний вік | Працездатний вік | Постпрацездатний вік |
| -------- | ------- | ------------------ | ---------------- | -------------------- |
| Чоловіки | 141     | 31                 | 91               | 19                   |
| Жінки    | 216     | 35                 | 119              | 62                   |
| Разом    | 357     | 66                 | 210              | 81                   |